# T'ien Keou
T'ien Keou est une bande dessinée de science-fiction dessinée par Jean-Michel Ponzio et écrite par Laurent Genefort, d'après sa nouvelle homonyme de 1999. Elle a été publiée en 2004 par Soleil dans sa collection « Mondes futurs ».

### Documentation
- Thierry Bellefroid, « T'ien Keou », sur BD Paradisio, 1er juin 2004.
- Benoît Cassel, « T'ien Keou », sur Planète BD, 13 avril 2004.
- Philippe Heurtel, « T'ien Keou », Bifrost, no 35,‎ juillet 2004 (lire en ligne).
- Jérôme, « T'ien Keou », sur ActuSF, 31 octobre 2017.

### Liens web
- « T'ien keou », sur bedetheque.com.